# Panzer I
El Panzer I era un tanc lleuger produït, per Alemanya durant els anys 1930, com a tanc d'entrenament però es va utilitzar en la Guerra Civil Espanyola i al començament de la II Guerra Mundial.
El Panzer I va tenir diversos noms i designacions, la més comuna era la seva designació oficial com el Panzerkampfwagen I, o PzKpfw I. També tenia com a designació oficial de vehicle el nom de Sonderkraftfahrzeug 101, o SdKfz 101. Durant el primer període del seu desenvolupament va rebre el nom de Landwirtschaftlicher Schlepper, o L-S tractor industrial, per ocultar la investigació per llavors il·legal. El Panzer I va ser convertit a diversos vehicles de propòsit general i canons autopropulsats.

## Història
El Panzer I va marcar el primer disseny d'un tanc en la producció a Alemanya després del final de la I Guerra Mundial. El 1932 es van crear i van enviar les especificacions per a un tanc lleuger de 5 tones als fabricants alemanys Rheinmetall, Krupp, Henschel, MAN i Daimler-Benz. El 1933 el disseny de Krupp va ser elegit. Estava basat en la tanqueta Cardin Loyd Mk IV britànica, que es va comprar dues unitats en secret a la Unió Soviètica.
El Tractat de Versalles va prohibir a Alemanya produir carros de combat, pel qual aquestes versions van rebre el nom de "Landwirtschaftlicher Schlepper", tractors agricultors. El disseny va ser modificat a finals de 1933 per combinar el xassís de Krupp amb el disseny de la torreta de Daimler-Benz. El 1934, el carro resultant va ser designat com a Panzer I Ausf A, i es va començar a produir el juliol.
El Panzer I original estava dissenyat com un tanc lleuger per a reconeixement i tasques de suport d'infanteria. Tanmateix, l'objectiu més important del seu desenvolupament era proporcionar un vehicle per començar la formació i entrenament d'una força mecanitzada alemanya. El Panzer I havia de ser substituït en les Divisions Panzer tan aviat com fos possible per altres tancs dissenyats específicament per al combat, encara que com va resultar, al començament de la II Guerra Mundial, el Panzer I encara ocupava una tasca important en aquestes unitats a causa dels retards per tenir tancs més avançats.
Es van fabricar dues variants principals del Panzer I. L'original PzKpfw IA tenia poca potència i va ser substituït pel PzKpfw IB, amb un motor amb major rendiment i altres millores. El model B era una mica més llarg i tenia una roda de suport addicional; per a la resta, ambdues versions funcionaven de la mateixa manera. Es van fer intents de crear una versió més blindada o aconseguir que pogués ser utilitzat en operacions aerotransportades. Quan va ser substituït, el Panzer I era obsolet per a qualsevol tipus de combat, i els xassís van ser convertits per a altres propòsits, com a tractor de municions o entrenament per a conductors.

## Combat
El Panzer I va veure combat per primera vegada en 1936 en la Guerra Civil Espanyola com a part de les forces alemanyes que van ajudar al General Franco. El Panzer I resultava inferior en potència i capacitat de foc que els tancs BT-5 i T-26 soviètics utilitzats per les forces republicanes.
Es va pensar utilitzar el Panzer I com a tanc d'entrenament, que seria reemplaçat pel Panzer III en el combat real. Tanmateix, els retards a la producció del Panzer III, va fer del Panzer I el carro de combat principal utilitzat per a la invasió de Polònia i les invasions de França, Dinamarca i Noruega. La Xina nacionalista va comprar 15 Panzer I Ausf. Per ser usats durant la Guerra civil xinesa.

## Disseny

### Blindatge
El Panzer I tenia 13 mm de blindatge d'acer lleugerament inclinat en tots els costats, amb 8 mm de blindatge a la part superior de la torreta i 6 mm a la part superior i inferior del buc. El blindatge era suficient per detenir els projectils de fusells i metralladores, però ineficaç contra armes de major calibre com rifles anticarro i canons antitanc.

### Armament
El Panzer I estava armat amb dues metralladores MG 13 del calibre 7,92 mm. Aquestes armes podien ser elevades independentment. Les metralladores eren efectives contra infanteria o vehicles sense blindatge, però completament ineficaços contra qualsevol objectiu amb blindatge.

### Mobilitat
El Panzer I Ausf. A tenia un motor Krupp M305 de gasolina de quatre cilindres que assolia els 57 CV de potència i podia impulsar el tanc fins a una velocitat màxima de 37 km/h, i una autonomia de 145 km en carretera. L'Ausf. B portava un motor Maybach NL38Tr de sis cilindres i 100 CV, assolint una velocitat màxima de 40 km/h i 170 km d'autonomia en carretera.

### Tripulació
El Panzer I tenia una tripulació de dos membres. El conductor se situava a la part davantera del buc, mentre que el comandant s'asseia a la torreta i manejava la ràdio i les armes.

## Variants

### Panzerkampfwagen I Ausf. A (PzKpfw IA)
L'Ausf. A va ser el primer model de producció, fabricant-se 818 unitats entre juliol de 1934 i juny de 1936 per Daimler-Benz, Henschel, Krupp i MAN. Encara que es va fabricar com vehicle d'entrenament i de posteriors desenvolupaments, va ser utilitzat àmpliament en totes les formacions Panzer a començaments de la guerra; tanmateix, va ser retirat ràpidament. Els seus últims serveis van anar a Finlàndia i el Nord de l'Àfrica el 1941.

### Panzerkampfwagen I Ausf. A ohne Aufbau
Aquest model va ser el primer a ser fabricat, completant-se 15 unitats de diverses firmes, incloent Daimler-Benz, Henschel, Krupp, MAN i Rheinmetall. L'Ausf. A ohne Aufbau era un buc del Panzer I sense la superestructura ni la torreta. El pes total era de 3,5 tones i una altura d'1,15 m. El seu rendiment era similar a l'Ausf. A.

### Munitionsschlepper auf Panzerkampfwagen I Ausf. A
El Munitionsschlepper, tractor de munició, tenia la designació de SdKfz 111 i va ser construït a partir de vells Ausf. El setembre del 1939. Es van fabricar 51 unitats i la conversió consistia a eliminar la torreta i afegir un blindatge de dues peces. El pes total era de 5 tones i mesurava 1,4 metres d'altura; no tenia armament i la seva autonomia era de 95 km

### Brückenleger auf Panzerkampfwagen I Ausf. A
Va ser un intent de crear un llançaponts utilitzant el xassís de l'Ausf. A, encara que va demostrar ser ineficaç a causa de la feble suspensió del vehicle. Posteriorment, s'intentaria de nou amb el Panzer II obtenint millors resultats.

### Flammenwerfer auf Panzerkampfwagen I Ausf. A
Un model amb llaçaflames substituint una de les metralladores de la torreta. El Flammenwerfer podia usar el llançaflames durant 10 segons i un abast de fins a 25 m. Només existeix l'informe que fos utilitzat en la batalla de Tobruk.

### Kleiner Panzerbefehlswagen (klPzBefWg)
El klPzBefWg, o SdKfz 265, va ser dissenyat com a vehicle de comandament per a les unitats Panzer. Tenia un xassís allargat i un motor millorat; aquest xassís va ser la base per al model Ausf. B. Estava equipat amb dos radis i generalment una metralladora MG13 o MG34, encara que de vegades era eliminada. Pesava 5,9 tones i tenia una altura d'1,99 m. Es van fabricar 184 unitats per Daimler-Benz alhora que la producció de l'Ausf. B, i sis unitats van ser convertits des de tancs Ausf. A.

### Panzerkampfwagen I Ausf. B (PzKpfw IB)
La segona variant important després de l'Ausf. A, el Panzer I Ausf. B tenia un buc major desenvolupat a partir del Kleiner Panzerbefehlswagen, i portava un motor de major potència Maybach NL38TR. Es van fabricar 675 unitats per Daimler-Benz, Henschel, Krupp, MAN i Wegmann entre l'agost de 1935 i el juny de 1937.

### Panzerkampfwagen I Ausf. B ohne Aufbau
L'Ausf. B ohne Aufbau utilitzava el mateix xassís que l'Ausf. B, però eliminant la superestructura i la torreta. Estava dissenyat per servir com a vehicle de recuperació i reparació en la unitats mecanitzades. Pesava 4 tones i tenia una altura d'1,35 m i es van fabricar 164 unitats. El 1940, amb la introducció de nous tancs més pesants, va ser transferit per a tasques d'entrenament.

### 4.7 cm PaK (t) (Sf) auf Panzerkampfwagen I Ausf. B
Va ser el primer intent per part d'Alemanya de crear un caçacarros blindat. Es va substituir la torreta per un PaK de 47 mm capturat de Txecoslovàquia. Era més pesant, 6,4 tones, i alt, 2,25 m, que l'Ausf. B.

### 15 cm sIG 33 (Sf) auf Panzerkampfwagen I Ausf. B
Utilitzant el xassís de l'Ausf. B es podia muntar armes pesants eliminant la torreta. Es va usar el sIG 33 de 150 mm, resultant un vehicle amb excés de pes, 8,5 tones, i poc èxit. Es van convertir 38 Ausf. B el febrer de 1940 i van ser utilitzats fins a 1943.

### Flammenwerfer auf Panzerkampfwagen I Ausf. B
Un experiment de modificació en el camp de batalla, similar al realitzat amb l'Ausf. A al Nord d'Àfrica, realitzada durant la Guerra Civil Espanyola, encara que no hi ha informes del seu ús posterior durant la II Guerra Mundial.

### Ladungsleger auf Panzerkampfwagen I Ausf. B
El Ladungsleger era una modificació per crear un vehicle per col·locar explosius en fortificacions.

### Panzerkampfwagen I Ausf. C (PzKpfw IC)
Va ser un intent de redissenyar el Panzer I per ser utilitzat en tasques de reconeixement i operacions aerotransportades, amb una nova suspensió, planta motriu i un augment de blindatge. Pesava 8 tones i les seves dimensions era de 4,19 m de longitud, 1,92 m d'ample i 1,94 d'alt. La seva velocitat màxima assolia els 79 km/h i tenia una autonomia de 300 km. Com armament utilitzava un canó automàtic EW141 de 20 mm junt amb una MG34 de 7,92 mm. El blindatge era de 30 mm en la part frontal, 20 mm en els laterals i la part posterior i 10 mm en la part superior i inferior, sense amb prou feines inclinació. Es van fabricar 40 unitats per Krauss-Maffei entre juliol i desembre de 1942.

### Panzerkampfwagen I Ausf. D (PzKpfw ID)
Un únic model fabricat, anomenat VK602.

### Panzerkampfwagen I Ausf. F (PzKpfw IF)

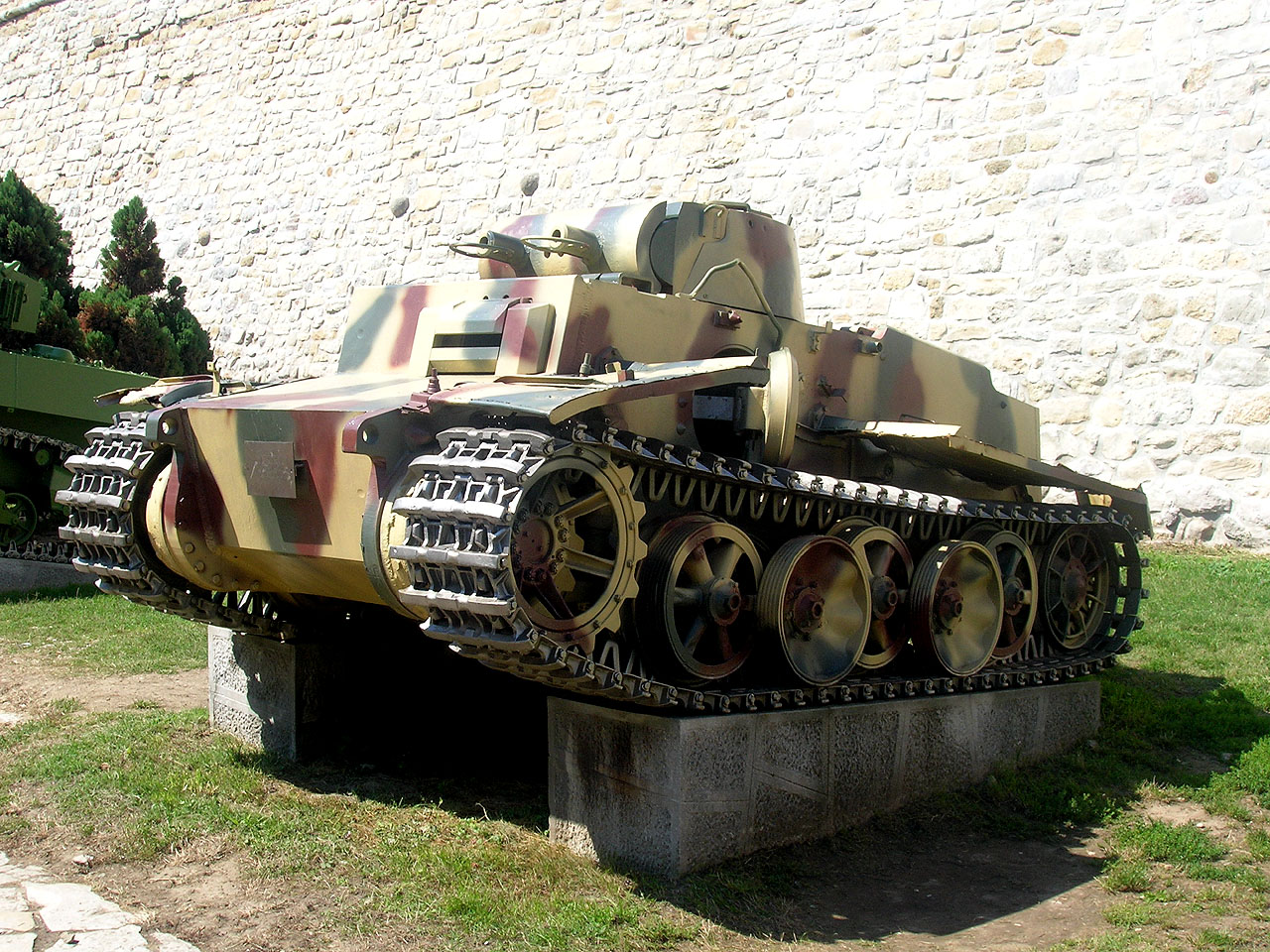
Panzer I Ausf. F

Designat originalment com a VK1801, va ser l'últim intent de crear un nou Panzer I de 21 tones. Tenia el màxim blindatge possible: 80 mm en la part frontal; 50 mm en els laterals i la part posterior; i 25 mm a les zones superior i inferior. La suspensió i el motor venien de l'Ausf. C, i tenia unes dimensions de 4,38 m de longitud, 2,64 m d'ample i 2,05 m d'altura. El seu rendiment era inferior, assolint només 25 km/h de velocitat màxima i 150 km d'autonomia. Estava armat amb un parell de metralladores MG34. Encara que era invulnerable a la majoria de les armes anticarro de la seva època, la seva velocitat lenta i el seu armament limitat només servia per a tasques anti-infanteria. Es van fabricar 30 unitats per Krauss-Maffei entre l'abril i el desembre de 1942, i la majoria van servir al front oriental.

### En anglès
- Panzerkampfwagen I Sd. Kfz. 101 a Achtung Panzer!.
- Panzerkampfwagen I "Landwirtschaftlicher Schlepper" a Panzerworld.
- Panzerkampfwagen I a AFVArxivat 2013-01-09 a Wayback Machine..

### En castellà
- PazerKampfwagen I (Sd.Kfz.101).
- Panzer I a arteHistoria Arxivat 2006-02-14 a Wayback Machine..